# Kagava Sindzsi
Kagava Sindzsi (香川真司; Hepburn: Shinji Kagawa; Kóbe, Japán, 1989. március 17. –) japán válogatott labdarúgó, a Cerezo Oszaka középpályása.

## Pályafutása

### Kezdeti évek
Kagava ötéves korában kezdett futballozni, 1994-ben került a Marinóhoz, ahol 1998-ig maradt, majd Kóbe NK-t és az FC Mijagi Barcelonát is megjárta. Utóbbi csapatnál figyelt fel rá a Cerezo Oszaka, mely 2006-ban, 17 éves korában szerződést ajánlott neki. Ezzel ő lett az első japán játékos, aki a középiskola elvégzése előtt profi kontraktust kapott, és korábban nem volt valamelyik profi klub ifiakadémiájának tagja. 2007-ben Kagava fontos tagjává vált az oszakai klubnak. 2010-ben szerződést kötött egy sportügynökséggel, melyet egy német labdarúgó, Thomas Kroth vezetett, így került Németországba, a Borussia Dortmundhoz.

### Borussia Dortmund
Kagava 2010 nyarán mindössze 350 ezer euróért a Borussia Dortmundhoz igazolt. Oszakai szerződésében volt egy kitétel, miszerint a klub köteles olcsóbban elengedni egy európai ajánlat esetén.
2010. augusztus 23-án mutatkozott be a Bundesligában. Nem sokkal később, a Qarabağ elleni Európa-liga-selejtezőn kétszer is betalált, majd a Wolfsburg ellen első német élvonalbeli gólját is megszerezte. A Schalke 04 elleni rangadó előtt azt nyilatkozta, két gólt fog szerezni, így is lett, csapata pedig 3–1-re győzött. Ezután a szurkolók egyik legnagyobb kedvencévé vált Dortmundban. A szezon második felét sérülés miatt kénytelen volt kihagyni, de a 18 meccsen szerzett nyolc góljával ő is hozzájárult ahhoz, hogy a BVB megnyerje a bajnokságot. A Bundesliga álomcsapatába is bekerült.
Kagava időben felépült a 2011–12-es szezon kezdetére, és hamarosan ismét a dortmundiak kezdőjében találta magát. 2011. szeptember 18-án, a Hannover 96 ellen megszerezte első gólját az idényben, de csapata meglepetésre 2–1-re kikapott. Október 22-én már a hetedik percben betalált az 1. FC Köln ellen, az idegenbeli mérkőzést végül 5–0-ra nyerték meg. A Wolfsburg 5–1-es kiütéséből is góllal vette ki a részét, ezzel a győzelemmel a Borussia Dortmund megelőzte az addig listavezető Bayern Münchent. Később első Bajnokok Ligája-gólját is megszerezte, az Arsenal ellen talált be, a sárga–feketék végül 2–1-re kikaptak.
2012. január 28-án Kagava két találattal vette ki a részét a Hoffenheim legyőzéséből, csakúgy, mint később a Köln 6–1-es kiütéséből, így komoly érdemei voltak abban, hogy a Dortmund megvédte bajnoki címét. A Német Kupa döntőjében, a Bayern München ellen egy góllal és egy gólpasszal vette ki a részét az 5–2-es sikerből.

### Manchester United
2012. június 5-én a Borussia Dortmund és a Manchester United bejelentette, hogy megegyezésre jutottak Kagava átigazolásáról. A transzfer június 22-én vált hivatalossá, miután a játékos átesett az orvosi vizsgálatokon, és munkavállalási engedélyt kapott az Egyesült Királyságban. Ennek köszönhetően ő lett a klub első japán játékosa.
Első mérkőzését az Amazulu FC ellen játszotta, ahol a 88. percben állt be. Első gólját a Shanghai Shenhua ellen szerezte, ahol az ő góljával nyertek 1–0-ra. A Hannover 96 ellenében is győztes gólt szerzett. 2012. augusztus 20-án pedig a Premier League-ben is debütált az Everton ellen.
Első Premier Leauge gólját augusztus 25-én a Fulhamnek lőtte.

## Válogatott
Kagava tagja volt annak a japán U20-as válogatottnak, amely részt vett a 2007-es U20-as vb-n Kanadában.
Részt vett a 2008-as Olimpián is, az első számú válogatottban pedig 2008. május 24-én Elefántcsontpart ellen debütált. A 2010-es világbajnokságra utazó keretbe nem került be. 2010 szeptemberében győztes gólt szerzett Paraguay ellen, egy barátságos meccsen.
Bekerült 2011-es Ázsia-kupán részt vevő csapatba, a negyeddöntőben, Katar ellen két gólt is szerzett, a japánok 3-2-re nyertek. A Dél-Korea elleni elődöntőn lábközépcsont-törést szenvedett, így ki kellett hagynia a döntőt is, melyet Japán a hosszabbításban megnyert.

## Sikerei, díjai

### Klubcsapatban

#### Borussia Dortmund
- Német bajnok: 2010/11, 2011/12
- Német kupagyőztes: 2012

#### Japán válogatott
- Ázsia-kupa-győztes: 2011

## Fordítás
- Ez a szócikk részben vagy egészben  a   Shinji Kagawa című angol Wikipédia-szócikk fordításán alapul.  Az eredeti cikk szerkesztőit annak laptörténete sorolja fel. Ez a jelzés csupán a megfogalmazás eredetét és a szerzői jogokat jelzi, nem szolgál a cikkben szereplő információk forrásmegjelöléseként.